# Mató-Tópe

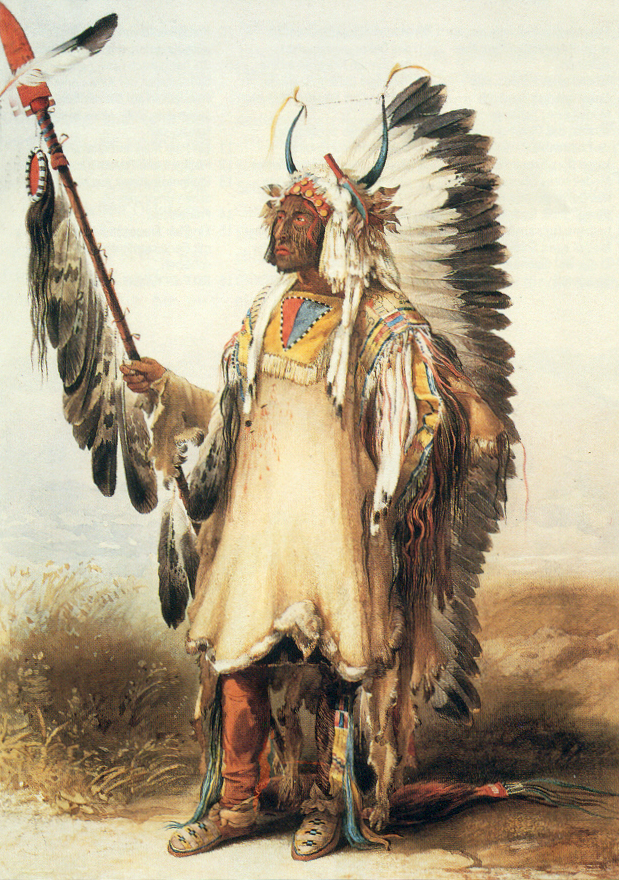
Mató-Tópe, der eine Lanze hält und ein bemaltes Hemd aus Dickhornschafsleder mit Federn trägt, von Karl Bodmer gemalt

Mató-Tópe oder Mątó Tóop (Mandan: mątó = Bär; tóop = vier bzw. Assiniboine: mathó = Bär; tópa = vier; * ca. 1784; † 30. Juli 1837; auch bekannt als Mah-to-toh-pa, Four Bears bzw. Vier Bären) war Häuptling zweiten Ranges des Mandan-Stammes. Er wurde unter diesem Namen bekannt, nachdem er allein einige Assiniboine im Kampf besiegte, indem er mit „der Kraft von vier Bären“ kämpfte, woraufhin ihm die Assiniboine den Namen „Mathó Tópa“ verliehen. Nach anderer Version erhielt er diesen Namen, weil er insgesamt vier Grizzly-Bären erlegt hatte. Mató-Tópe bzw. Four Bears lebte in der ersten Hälfte des 19. Jahrhunderts in einem Erdhütten-Dorf der Mandan am Oberlauf des Missouri River im heutigen North Dakota. Er war ein beliebtes Modell von Künstlern, unter anderem von George Catlin und Karl Bodmer.

## Frühe Jahre
Mató-Tópe wuchs in einer Erdhütte im Mandan-Dorf On-a-Slant auf. Sein Vater, der Súk Shí (Good Boy, auch als Handsome Child bekannt) hieß, war der Häuptling des Dorfes. Später lebte die Familie im etwas nördlicher gelegenen Dorf Mitutanka, das ca. 1822 gegründet wurde; möglicherweise vom Vater Good Boy.

## Der Krieger und Häuptling Mató-Tópe

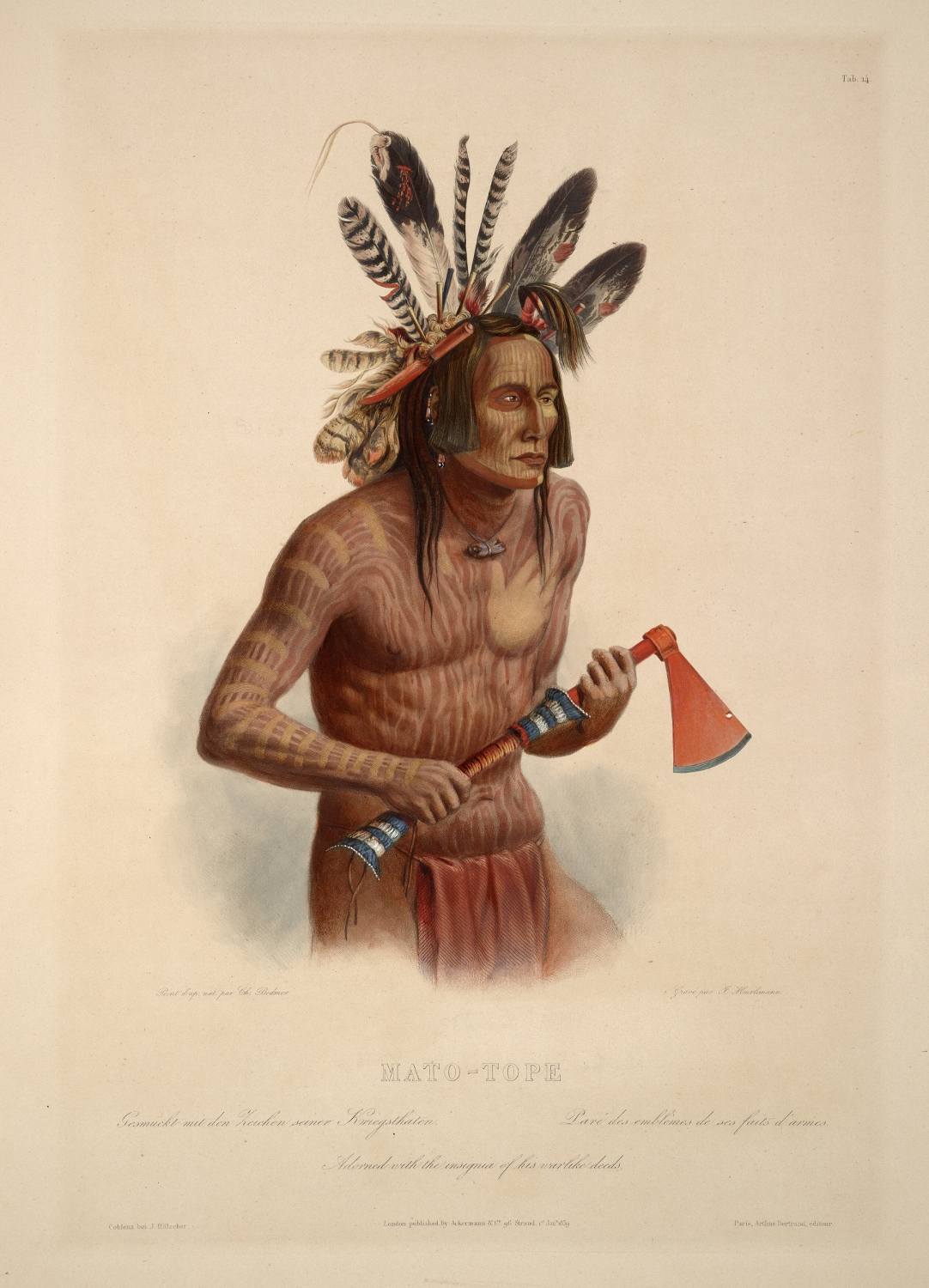
Mató-Tópe mit den Insignien seiner Kriegstaten, gemalt von Karl Bodmer

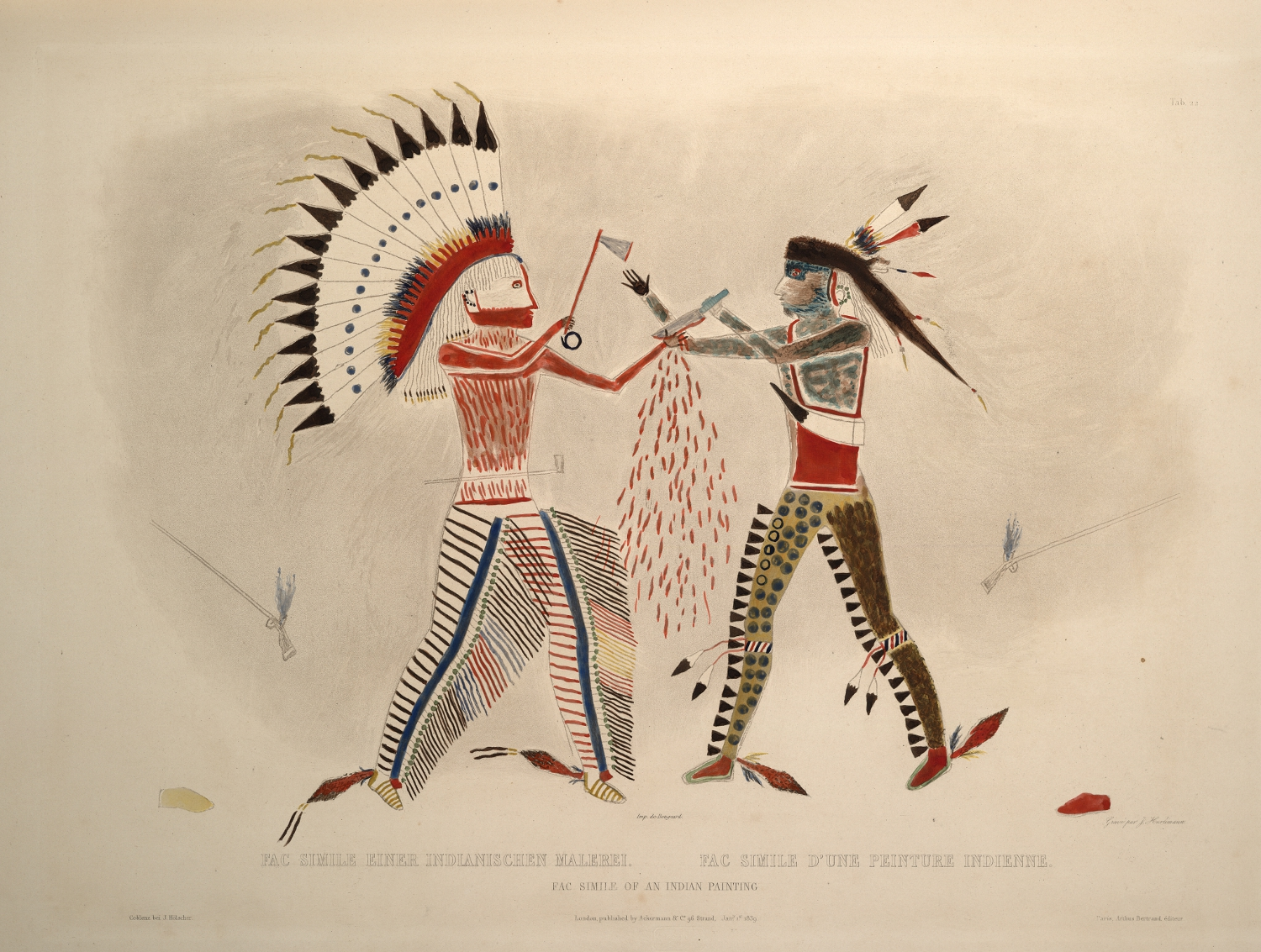
Mató-Tópe tötet einen Cheyenne-Häuptling, der ihn an der linken Hand verletzt

Um 1830 wurde der Handelsposten Fort Clark weniger als 150 m südlich von Mitutanka errichtet. Zu dieser Zeit war Mató-Tópe bereits als tapferer Krieger seines Stammes bekannt. Er vollbrachte große Kriegstaten, die er auf Büffellederroben verewigte.
In diesen Kriegstaten geht es meist um das Töten eines Feindes, darunter mehrere Cheyenne-Häuptlinge, ein Sioux-Häuptling und Sioux-, Assiniboine-, Arikara- und Ojibway-Feinde; insgesamt tötete er fünf feindliche Häuptlinge. Diese Büffellederroben, die er mit seinen Taten versah, schenkte er Weißen, z. B. George Catlin und Prinz Maximilian zu Wied. Die Robe Catlins wird heute im United States National Museum aufbewahrt, die Robe des Prinzen zu Wied im Linden-Museum in Stuttgart. Letztere ist gerade leider nur digital zu sehen, da die Nordamerika-Ausstellung zurzeit aus Platzgründen nicht präsentiert werden kann.
Das Glück Four Bears’ auf dem Kriegspfad soll zum Teil auf einem heiligen Bündel beruhen, das ein mit einem Regenbogen verziertes Gewand enthielt.

## Mató-Tópe als Person in der Öffentlichkeit
Mató-Tópe war der Häuptling zweiten Ranges im Stamm der Mandan, obgleich er laut Catlin beliebter war als der erste Häuptling. Catlin beschreibt diese beiden Häuptlinge wie folgt:
„Das Oberhaupt des Stammes (der Mandan) ist Ha-na-tah-nu-mauh, Wolfshäuptling (bekannt unter dem Namen Chef de Loup, den die französischen Pelzhändler ihm gegeben haben). Er ist ein strenger, trotziger Mann, der von seinem Volk mehr gefürchtet als geliebt wird und seine Stellung, wie dies bei den meisten Stämmen der Fall ist, durch Erblichkeit innehat. Die Würde des Häuptlings geht bei den nordamerikanischen Indianern fast immer auf den ältesten Sohn über, wenn er sich ihrer ebenso würdig zeigt wie jeder andere seines Stammes; es hängt dies jedoch von einer eigentümlichen Bedingung ab; fehlt diese oder eine andere, so findet eine Wahl statt.
Die Kleidung dieses Häuptlings, zwar sehr auffallend, aber doch schön, war aus Fellen und sein Kopfputz aus Rabenfedern gefertigt.

Der nächste nach ihm und der zweite Häuptling des Stammes, Mah-to-toh-pa (die vier Bären), ist jedenfalls der beliebteste unter seinem Volk; er ist ungezwungen, edelmütig, fein, wohlgesittet in seinem Benehmen, schön, brav und tapfer und gewiss der außerordentlichste Mann unter allen jetzt lebenden Indianerhäuptlingen. Sein Büffelmantel war mit einer Geschichte seiner Kämpfe bemalt, die ein Buch füllen würden, wenn man sie ausführlich beschreiben wollte; ich werde später mehr von ihm sagen.“
Catlin malte Mató-Tópe öfters. Er schätzte den Mandan sehr.

## Familie
Four Bears’ Frau war Brown Woman. Das Paar hatte eine unklare Anzahl von Kindern. Eine Tochter ist als Earth Woman bekannt. Er hatte auch eine Tochter, die als Istomme (Istą́mį; Eyes) bekannt ist, und die mit Karl Bodmer einen Sohn gehabt haben soll. Sie und ihr Kind starben 1837 während der in dem Jahr herrschenden Pockenepidemie. Als Prinz Maximilian zu Wied auf seiner Reise in Fort Clark ankam, besuchte ihn Mató-Tópe mit seiner Frau und einem seiner Kinder. Prinz zu Wied schrieb:

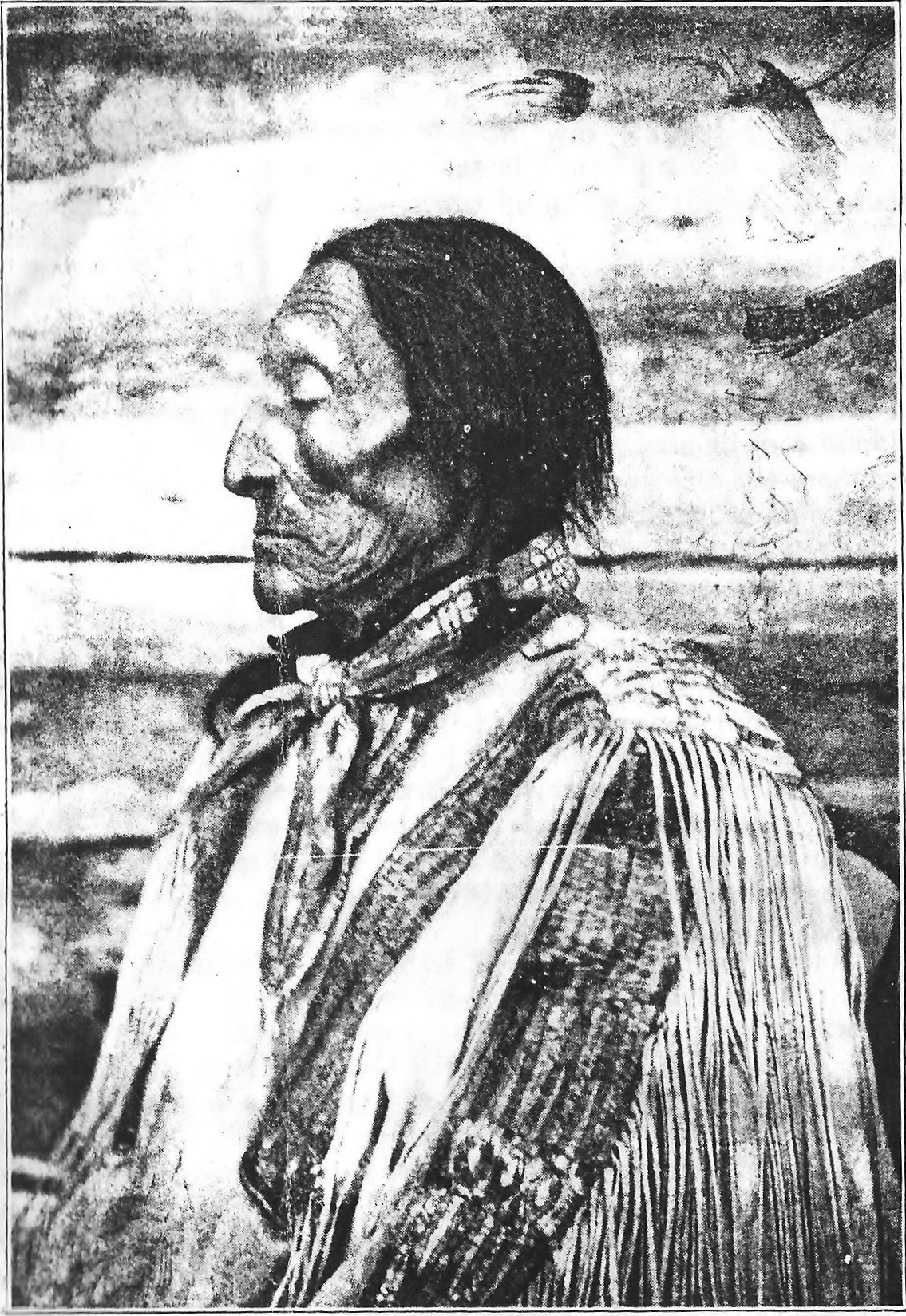
Bad Gun, der Sohn des Häuptlings Four Bears

„Schon bald besuchte uns der berühmte Mandan-Häuptling Mató-Tópe mit seiner Frau und seinem kleinen Sohn Matoa-Berocka (Der männliche Bär).“
Dies könnte ein früher Name für einen 1829 geborenen Jungen sein, der später als Bad Gun bekannt wurde, oder es könnte sich um einen Bruder von diesem handeln.
Bad Gun bzw. Rushing-After-The-Eagle überlebte die Pocken-Epidemie von 1837, die fast den ganzen Stamm der Mandan dahinraffte. Schließlich wurde er Häuptling in der gemeinsamen Mandan-, Hidatsa- und Arikara-Siedlung Like A Fishhook Village; vor allem dank seines hervorragenden Vaters Four Bears.

## Mató-Tópe und die Besucher aus Europa und den Oststaaten

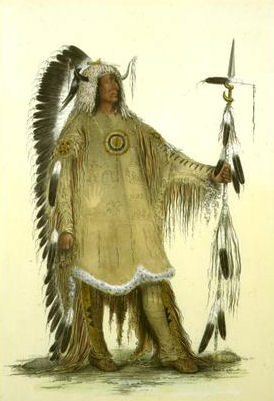
Mató-Tópe von George Catlin

Mató-Tópe freundete sich 1833 mit dem Künstler Karl Bodmer sowie dem Prinzen Maximilian zu Wied an. Er verbrachte Zeit damit, Maximilian seine eigene Sprache und die ganz andere Arikara-Sprache beizubringen, die er fließend sprach. Er wurde im Jahr 1836 Häuptling. Auch schloss er mit George Catlin Freundschaft.

## Mató-Tópes Tod
Die Pockenepidemie der Great Plains im Jahr 1837 vernichtete den größten Teil des Stammes von Four Bears und hinterließ 27 (oder nach manchen Berichten 100 bis 150) Überlebende aus einer ehemaligen Bevölkerung von etwa 2000. Er starb am 30. Juli 1837, nachdem er an Pocken erkrankt war, eine Krankheit, die von Weißen in seinen Stamm eingeschleppt worden war. Viele glaubten, er sei an Pocken gestorben, aber George Catlin behauptete, er habe sich aus Kummer über den Tod seiner Familie zu Tode gehungert. Die Pocken haben in nur wenigen Monaten mehr als 80 Prozent der Mandan-Bevölkerung ausgelöscht, und sie waren nicht das einzige Volk, das dieser Krankheit zum Opfer fiel.

## Andere Indianer mit Namen Four Bears
- Es gab einen Oglala-Lakota namens Matȟó Tópa, Four Bears, der den Vertrag von Fort Laramie 1868 unterzeichnete.
- Es gab einen Hidatsa-Häuptling namens Four Bears.

## Ehrungen
Nach Four Bears und dem gleichnamigen Hidatsa-Häuptling wurden die Four Bears Bridge und das Four Bears’ Casino and Lodge benannt. Ein Berg im Glacier-Nationalpark ist ebenfalls nach dem Häuptling benannt, allerdings anders geschrieben, nämlich: Mahtotopa Mountain.